# Venezillo chamberlini
Venezillo chamberlini är en kräftdjursart som först beskrevs av Stanley B. Mulaik 1942.  Venezillo chamberlini ingår i släktet Venezillo och familjen Armadillidae. Inga underarter finns listade i Catalogue of Life.